# Tectitethya keyensis
Tectitethya keyensis är en svampdjursart som beskrevs av Sarà och Bavestrello 1996. Tectitethya keyensis ingår i släktet Tectitethya och familjen Tethyidae. Inga underarter finns listade i Catalogue of Life.